# Commelina chamissonis
Commelina chamissonis là một loài thực vật có hoa trong họ Commelinaceae. Loài này được Klotzsch ex C.B.Clarke mô tả khoa học đầu tiên năm 1881.